# Die Frau, die sich traut
Die Frau, die sich traut ist ein tragikomischer deutscher Spielfilm von Marc Rensing aus dem Jahr 2013 mit Steffi Kühnert in der Hauptrolle. Sie verkörpert in dem Drama eine Hausfrau, die ihr Leben nach einer Krebsdiagnose völlig umkrempelt und Kanalschwimmerin werden will.
Er eröffnete am 22. Oktober 2013 die 47. Hofer Filmtage und startete am 12. Dezember 2013 bundesweit in den Kinos.

## Handlung
Die 50-jährige Beate war einst Spitzenschwimmerin der DDR, gab ihre Karriere jedoch zugunsten der Familie auf. Heute arbeitet sie in einer Großwäscherei und führt sonst ein unspektakuläres Leben als Hausfrau, Mutter und inzwischen auch Großmutter, in dem kein Raum bleibt zur Verwirklichung eigener Träume. Nicht einmal von den eigenen Kindern erhält sie Dank und Anerkennung, obwohl sie ihrem – mit schwangerer Freundin zu Hause lebenden – Sohn die Wäsche macht und sich um das Kind ihrer Tochter Rike kümmert, damit die sich ihrer Prüfung widmen kann.
Da reißt ihr Geduldsfaden mit einem Paukenschlag: vermutlich als Spätfolge des Anabolika-Dopings erhält sie eine zunächst niederschmetternde Krebsdiagnose. Unterstützt von ihrer ganz anders gestrickten Freundin Henni wirft sie das gewohnte Leben über den Haufen und kennt nur noch ein Ziel: Den Ärmelkanal zu durchqueren.
Sie kündigt ihren Job in der Wäscherei, um sich voll und ganz dem Training widmen zu können. Auch ihren Kindern verweigert Beate fortan die Unterstützung. Diese wundern sich, denn sie wissen zunächst nichts von Beates Erkrankung.
Begleitet von einem Beiboot startet sie die Durchquerung des Ärmelkanals. Als das Boot durch einen technischen Defekt zurückbleibt, gerät Beate kurz in Gefahr, als sie sich in einem Treibnetz verfängt. Doch sie wird wieder eingeholt, und ihre Freundin macht ihr Mut, da die Küste bereits in Sichtweite ist. Beate gelangt an Land. Erschöpft und glücklich stellt sie fest, dass man alles schaffen kann.

## Kritik
„Kein leichtes Thema, das Marc Rensing hier angeht, das er aber feinfühlig, humorvoll und ohne Betroffenheitskitsch umgesetzt hat. […] Marc Rensings Film und seine großartigen Schauspieler wurden in Hof bei der Premiere umjubelt. Zu Recht.“

„Steffi Kühnert in ihrer ersten echten Hauptrolle (…) trifft ihr Publikum ins Herz, mit entwaffnender Natürlichkeit, mit einem unübertroffen lakonischen Tonfall und einem Charme, der so spröde wie unwiderstehlich ist. Voller Energie treibt sie diesen, ihren Film voran, der davon handelt, dass es niemals zu spät ist, ein neues Leben zu beginnen, und dass der Weg das Ziel ist. (…) Eigentlich ist ein klassischer Abenteuerfilm dabei herausgekommen (…) – ein spannungsreiches Spiel um eine mehr oder weniger einsame Heldin, (…) herrliche Cinemascope-Bilder von Tom Fährmann.“